# Salmonela
Salmonela (znanstveno ime Salmonella) je rod gramnegativnih bakterij iz družine Enterobacteriaceae, ki pri človeku in živalih povzročajo različne oblike črevesnih okužb. Poznanih je preko 2500 serovarjev, ki jih uvrščamo v šest podvrst, te pa v dve vrsti. Salmonele so dokaj odporne na zunanje vplive: preživijo 115 dni v vodi, 280 dni v vrtni zemlji, 80 dni v odpadkih, 2 leti v suhem iztrebku in kar 13 mesecev v piščančji drobovini pri temperaturi – 21 °C. Salmoneloze imenujemo bolezni, ki jih povzročajo bakterije iz rodu salmonel. V svetu so salmoneloze najpogostejše s hrano povzročene črevesne okužbe. 

## Izvor okužbe
Živila, ki so najpogosteje izvor okužbe s salmonelami, so meso, jajca, mleko, voda ...
Živali so tudi lahko vir okužbe s salmonelami; bodisi so okužene same bodisi bakterijo mehansko prenašajo. Glavni vir okužbe s salmonelami je blato klicenoscev. Pri salmonelozah je klicenoštvo izrednega pomena, saj večina okužb poteka brez bolezenskih znakov (ti ljudje daljši ali krajši čas izločajo salmonele z blatom), po preboleli bolezni pa se salmonele izločajo z blatom še 4 do 5 tednov, v nekaterih primerih celo več kot 1 leto. Z nehigienskim ravnanjem in razmerami se lahko salmonele iz blata ljudi in živali zanese v živila, kjer se salmonele v ugodnih razmerah namnožijo do take mere, da po zaužitju živila povzročijo okužbo.

## Potek najpogostejše oblike okužbe s salmonelami
Bolezen se pojavi 6 do 48 ur po zaužitju živila onesnaženega s salmonelami. Zaužite salmonele prizadenejo črevo. Bolezen se začne naglo s slabostjo in bolečinami v trebuhu, povišano telesno temperaturo ter drisko, blato ima lahko primešani sluz in kri. Nekateri bolniki bruhajo. Bolezen lahko poteka v blagi obliki, lahko pa se razvije v hudo obliko, ko bolnik zaradi pogostih iztrebljanj izgubi veliko tekočine, kar lahko privede do hude izsušitve. Včasih lahko pride tudi do smrtnega izida.

## Preprečevanje okužb s salmonelami
- Pravilno umivanje rok, zlasti po uporabi stranišča, rokovanju s surovimi in neočiščenimi živili ter s hišnimi ljubljenčki.
- Pravilna toplotna obdelava živil. Večina zdravju škodljivih mikroorganizmov (tudi salmonel) potencialno prisotnih v živilih je uničena pri temperaturi nad 70 °C.
- Pazimo, da že gotove in očiščene jedi ne okužimo s salmonelami, bodisi z umazanimi rokami ali pa s kuhinjskimi pripomočki, priborom, delovnimi površinami ter z okuženimi surovimi živili.
- Shranjevanje živil pri primernih temperaturah: v hladilniku pri temperaturi pod 4 °C in na toplem nad 63 °C.
- Zamrzovanje živil je za salmonele vsekakor škodljivo, vendar salmonele lahko preživijo postopek zamrzovanja. S shranjevanjem živil pri primernih temperaturah pa preprečimo razrast salmonel v živilih in s tem zmanjšamo tveganje za pojav salmoneloze.